# Gemeinsame Strategie
Die Gemeinsame Strategie war bis zum Vertrag von Lissabon ein Rechtsakt des Europarechts.
Der Europäische Rat bestimmte im Rahmen der Gemeinsamen Außen- und Sicherheitspolitik
gemäß Art. 13 EU-Vertrag (in der Fassung des Vertrags von Amsterdam) durch einen Rechtsakt Gemeinsame Strategie die strategischen Interessen und Ziele der Europäischen Union. Nach dem Vertrag von Lissabon legt der Europäische Rat gemäß Art. 26 EU-Vertrag die strategischen Interessen und Ziele in einem Beschluss fest. Der Rat der Europäischen Union konnte bzw. kann dem Europäischen Rat eine unverbindliche Empfehlung zur Festlegung der strategischen Interessen und Ziele der GASP erteilen.
Die Gemeinsamen Strategien (bzw. nun die sie ablösenden Beschlüsse) betreffen Bereiche, in denen wichtige gemeinsame Interessen der Mitgliedstaaten der Europäischen Union bestehen. Der Europäische Rat legt jeweils Zielsetzung, Dauer und die von der Europäischen Union und den Mitgliedstaaten bereitzustellenden Mittel fest. Die Durchführung dieser Beschlüsse erfolgt durch den Rat der Europäischen Union in der Zusammensetzung der Außenminister. Dieser nimmt dazu besondere Beschlüsse an, die den früheren Gemeinsamen Aktionen und Gemeinsamen Standpunkten entsprechen. Die gefassten Beschlüsse sind für Mitgliedstaaten je nach Charakter und Formulierung verbindlich.
Während der  EU-Ratspräsidentschaft Deutschlands im Jahr 2020 wurde eine Initiative für einen Strategischen Kompass der Europäischen Union gestartet.